# Moselweißer Schanze
Die Moselweißer Schanze, auch Fort Blücher oder Fort Montalembert genannt, gehörte zur preußischen Festung Koblenz. Sie wurde in den Jahren von 1823 bis 1827 im Westen der Stadtbefestigung Koblenz als Pulvermagazin erbaut und 1831 mit einem bis zu 12 Meter hohen Erdwall und Graben versehen. Wischemann schlug die Schanze zusammen mit der Stadtbefestigung dem System Feste Kaiser Alexander zu, was jedoch in der Erbauungszeit nicht so gesehen wurde. Für das preußische Militär war die Stadtbefestigung ein selbstständiger Teil, dem die Moselweißer Schanze als vorgeschobenes Werk diente.
Die Anlage hatte als Kehlreduit einen Montalembertschen Turm. Die Bauleitung hatte Ferdinand Koehler. Der Turm diente zunächst als Pulvermagazin und wurde 1850 zur Truppenbelegung eingerichtet. 1880–1881 fanden noch größere Umbauten an dem Werk statt. So wurde zum Beispiel das Reduit teilweise ummantelt, der Graben verbreitert und Hohltraversen eingebaut. 1884 fand mit dem Umbau des Reduits zum Pulvermagazin die letzte Baumaßnahme statt, bevor die Anlage 1897–1898 planiert wurde. 
Zeitgleich entstand auf dem Gelände die Telegraphenkaserne, die spätere Boelcke-Kaserne. Heute ist hier im Stadtteil Rauental ein Wohngebiet und die Volkshochschule der Stadt Koblenz, die letzten vorhandenen Kasernengebäude werden heute noch genutzt. Sichtbare Reste der Festungsanlage sind nicht vorhanden.